# Eisenhower Trophy
De Eisenhower Trophy is het heren wereldkampioenschap voor amateurgolfers. Het wordt op hetzelfde moment gespeeld als de tegenhanger voor de dames, de Espirito Santo Trophy, meestal ook op dezelfde golfclub. De organisatie is in handen van de Internationale Golf Federatie.
Het kampioenschap wordt sinds 1958 gespeeld, en vindt om het jaar plaats. Bij de eerste editie deden 29 landen mee. De landenteams spelen 4 rondes van 18 holes strokeplay. Het toernooi heet vanaf het begin de Eisenhower Trophy. Dwight Eisenhower, toen de 34ste president van de Verenigde Staten, was een enthousiast golfer en heeft de cup de eerste keer zelf uitgereikt.
In 2002 deden er voor het eerst meer dan 100 teams mee aan de Eisenhower Trophy en de Espirito Santo Trophy en werd de formule iets aangepast. De teams, die voorheen uit vier spelers bestonden, hebben sindsdien nog maar drie spelers, en per ronde tellen sindsdien slechts de twee beste scores van de drie spelers.
In 2008 is het toernooi uitgegroeid tot 72 herenteams. Dertien van de 26 edities zijn gewonnen door de Verenigde Staten (tot en met 2008), zes keer waren ze runner-up. Aan de Espirito Santo Trophy deden in 2008 54 damesteams mee.

## Nederlandse prestaties
In 2006 won het Nederlandse team in Stellenbosch met Wil Besseling, Joost Luiten en Tim Sluiter. De teamscore was 554 (-22), twee slagen lager dan Canada, en drie slagen lager dan de Verenigde Staten, bovendien het record sinds 2002, toen besloten werd alleen de beste twee scores te tellen. Het Nederlandse damesteam speelde gelijktijdig de Espirito Santo Trophy. Hun team bestond uit Christel Boeljon, Dewi-Claire Schreefel en Marjet van der Graaff, zij eindigden op een gedeelde elfde plaats.
In 2008 werd Nederland vertegenwoordigd door Richard Kind, Reinier Saxton en Floris de Vries. In 1958 werd de eerste Trophy door Australië in Schotland gewonnen en vijftig jaar later winnen de Schotten hem in Australië.

## Winnaars
| Jaar | Winnaar                                                                          | Baan                                                     | Nederlands team | Belgisch team |
| ---- | -------------------------------------------------------------------------------- | -------------------------------------------------------- | --- | --- |
| 2016 | 14-17 september                                                                  | El Camaleón GC, Mexico                                   | | |
| 2014 | Argentinië Jaime Lopez Rovarola, Alejandro Tosti, Matias Dimaski                 | Karuizawa 72 Golf East - Iriyama Course, Japan           | Michael Kraaij, Lars van Meijel en Robbie van West Niels Boysen, n.p. captain, Nederland eindigt op de 45ste plaats                                                         | Thomas Detry, Samuel Echikson en Kevin Hesbois Christian Moyson (captain), België eindigt op de 18de plaats                |
| 2012 | Verenigde Staten Steven Fox, Justin Thomas, Chris Williams                       | Cornelia Golf Resort Belek, Turkije                      | Daan Huizing, Robin Kind en Rowin Caron Eric Brommert, n.p. captain, Nederland eindigt op de 17de plaats.                                                                   | Thomas Pieters, Cedric Van Wassenhove en Thomas Detry Christian Moyson (n.p. captain), België eindigt op de 34ste plaats.  |
| 2010 | Frankrijk Alexander Levy, Johann Lopez Lazaro, Romain Wattel                     | Olivos Golf Club Buenos Aires, Argentinië                | Daan Huizing, Robin Kind en Fernand Osther Gordon Machielsen, n.p. captain, Nederland eindigt op de 34ste plaats.                                                           | Thomas Detry, Christopher Mivis, Thomas Pieters België eindigt op de 8ste plaats.                                          |
| 2008 | Schotland Wallace Booth, Gavin Dear, Callum Macaulay                             | Royal Adelaide GC Grange Golf Club, Adelaide, Australië  | Richard Kind, Reinier Saxton en Floris de Vries Nederland eindigt op de 7de plaats.                                                                                         | Xavier Feyaerts, Kevin Hesbois, Hugues Joannes Christian Moyson, n.p. captain                                              |
| 2006 | Nederland Wil Besseling, Joost Luiten, Tim Sluiter                               | Zuid-Afrika                                              | Wil Besseling, Joost Luiten en Tim Sluiter Gordon Machielsen, captain, Nederland wint.                                                                                      | Xavier Feyaerts, Hugues Joannes, Pierre Relecom Christian Moyson, n.p. captain                                             |
| 2004 | Verenigde Staten Spencer Levin, Ryan Moore, Lee Williams                         | Rio Mar Country Club, Puerto Rico                        | Wil Besseling, Edward de Jong, Wouter de Vries Niels Boysen, n.p. captain, Nederland eindigt op de 12de plaats.                                                             | Hervé Gevers, Pierre Relecom, Pierre Thomas Thierry Noteboom, n.p. captain                                                 |
| 2002 | Verenigde Staten Ricky Barnes, Hunter Mahan, D.J. Trahan                         | Saujana G&CC Kuala Lumpur, Maleisië                      | Edward de Jong, Niels Boysen, Inder van Weerelt Daan Slooter, n.p. captain, Nederland eindigt op de 13de plaats.                                                            | Stefan Boschmans, Cedric De Woot, Pierre Thomas Albert Fontaine, n.p. captain                                              |
| 2000 | Verenigde Staten Ben Curtis, David Eger, Bryce Molder, Jeff Quinney              | Sporting Club Berlijn Bad Saarow, Duitsland              | Niels Boysen, Alain Ruiz Fonhof, Guido van der Valk, Inder van Weerelt Maarten Delfortrie n.p. captain, Nederland eindigt op de 11de plaats.                                | Stefan Boschmans, Nicolas Colsaerts, Frederik Dejaeghere, François Nicolas Bart Huynen, n.p. captain                       |
| 1998 | UK & Ierland Luke Donald, Paddy Gribben, Lorne Kelly, Gary Wolstenholme          | Los Leones Golf Club La Dehesa Golf Club Santiago, Chili | Maarten van den Berg, Niels Boysen, Rutger Buschow, Alain Ruiz Fonhof Maarten Delfortrie n.p. captain, Nederland eindigt op de 14de plaats.                                 | Nicolas Colsaerts, Quentin D'Ursel, François Nicolas, Jérôme Theunis Eric Hermann, n.p. captain                            |
| 1996 | Australië Jamie Crow, David Gleeson, Jarrod Moseley, Brett Partridge             | Manilla, Filipijnen                                      | Maarten van den Berg, Niels Boysen, Niels Kraaij, Maarten Lafeber Michael Floris n.p. captain, Nederland eindigt op de 15de plaats.                                         | Jack Broecks, Sebastien De Meurers, Raf Vanbegin, Didier de Vooght Roger Rabaey, n.p. captain                              |
| 1994 | Verenigde Staten Todd Demsey, Allen Doyle, John Harris, Tiger Woods              | Frankrijk                                                | Robert-Jan Derksen, Jeroen Germes, Maarten Lafeber en Michael Vogel Robbie van Erven Dorens, n.p. captain Nederland eindigt op de 8ste plaats.                              | Jack Boeckx, Nicolas Todtenhaupt, Nicolas Vanhootegem, Didier de Vooght Roger Rabaey, n.p. captain                         |
| 1992 | Nieuw-Zeeland Michael Campbell, Grant Moorhead, Phil Tataurangi, Stephen Scahill | Capilano G&CC Marine Drive Golf Club Vancouver, BC       | Bart Nolte, Willem Oege Goslings, Rolf Muntz en Michael Vogel Robbie van Erven Dorens, n.p. captain Nederland eindigt op de 8ste plaats.                                    | Christian De Naeghel, Didier De Vooght, Arnaud Langenaeken, Nicolas Vanhootegem Robin De Vooght, n.p. captain              |
| 1990 | Zweden Klas Eriksson, Mathias Grönberg, Gabriel Hjertstedt, Per Nyman            | Christchurch Golf Club Christchurch, Nieuw-Zeeland       | Stéphane Lovey, Rolf Muntz, Rik Ruts, Michael Vogel Robbie van Erven Dorens, n.p. captain Nederland eindigt op de 12de plaats.                                              | Christophe Bosmans, Emanuel Janssens, Amaury d'Ogimont, Dany Vanbegin Roger Rabaey, n.p. captain                           |
| 1988 | UK & Ierland Peter McEvoy, Garth McGimpsey, Jim Milligan, Eoghan O'Connell       | Ullna Golf Club Stockholm, Zweden                        | Eelco Bouma, Stéphane Lovey, Joost Steenkamer, Constant Smits van Waesberghe Robbie van Erven Dorens, n.p. captain, Nederland eindigt op de 21ste plaats.                   | Christophe Bosmans, Christophe Descampe, Bruno Dupont, Alain Eaton Philippe Relecom, n.p. captain                          |
| 1986 | Canada Mark Brewer, Brent Franklin, Jack Kay Jr, Warren Sye                      | Lagunita Country Club Caracas, Venezuela                 | Stéphane Lovey, Bart Nolte, Joost Steenkamer, Constant Smits van Waesberghe Robbie van Erven Dorens, n.p. captain, Nederland eindigt op de 20ste plaats.                    | Olivier Buysse, Christophe Desscampe, Thierry Goossens, Michel Moerman John Bigwood, n.p. captain                          |
| 1984 | Japan Kazuhiko Kato, Noriaki Kimura, Kiyotaka Oie, Tetsuo Sakata                 | Royal Hong Kong GC Hongkong                              | Bart Nolte, Rik Ruts, Daan Slooter, Simon Vegter Ajef Knappert, n.p. captain, Nederland eindigt op de 17de plaats.                                                          | Patrick Bonnelance, Christophe Bosmans, Olivier Buysse, Thierry Goossens John Bigwood, n.p. captain                        |
| 1982 | Verenigde Staten Nathaniel Crosby, Jim Holtgrieve, Bob Lewis, Jay Sigel          | Golf Club de Lausanne Zwitserland                        | Joost Hage, Bart Nolte, Toby Rijks, Victor Swane Ajef Knappert, n.p. captain Nederland eindigt op de 21ste plaats.                                                          | Patrick Bonnelance, Benoit Dumont, Michael Eaton, Thierry Goossens John Bigwood, n.p. captain                              |
| 1980 | Verenigde Staten Jim Holtgrieve, Jay Sigel, Hal Sutton, Bob Tway                 | Pinehurst Country Club North Carolina, VS                | Carel Braun, Erik Hertzberger, Bart Nolte, Jaap van Neck Ajef Knappert, n.p. captain Nederland eindigt op de 20ste plaats.                                                  | Patrick Bonnelance, Eric Boyer de la Giroday (captain), Olivier Buysse, Thierry Goossens                                   |
| 1978 | Verenigde Staten Bobby Clampett, John Cook, Scott Hoch, Jay Sigel                | Pacific Harbour G&CC Fiji                                | Barend van Dam, Jaap van Neck, Bart Nolte, Victor Swane Nederland eindigt op de 16de plaats.                                                                                | Benoit Dumont, Bruno Dupont, Thierry Goossens, Philippe Relecom, captain                                                   |
| 1976 | UK & Ierland John Davies, Ian Hutcheon, M.J. Kelly, Steve Martin                 | Penina Golf Club Portugal                                | Carel Braun, Barend van Dam, Jaap van Neck en Victor Swane. Nederland eindigt op de 28ste plaats.                                                                           | geen Belgisch team |
| 1974 | Verenigde Staten George Burns, Gary Koch, Jerry Pate, Curtis Strange             | Cajuiles, La Romana, Dominicaanse Republiek              | Carel Braun, Jaap van Neck, Victor Swane en Tony Trienen. Nederland eindigt op de 21ste plaats.                                                                             | John Bigwood, Eric Boyer, Benoit Dumont, Freddy Rodesch (captain)                                                          |
| 1972 | Verenigde Staten Ben Crenshaw, Vinny Giles III, Mark Hayes, Martin West III      | Olivos Golf Club Buenos Aires, Argentinië                | Jaap van Neck, Teun Roosenburg, Piet Hein Streutgers, Victor Swane Richard Rahusen, n.p. captain Nederland eindigt op de 17de plaats.                                       | Yves Brose, Yves Mahaim, Benoit Dumont, Freddy Rodesch (captain)                                                           |
| 1970 | Verenigde Staten Vinny Giles III, Tom Kite, Allen Miller, Lanny Wadkins          | Real Club de la Puerta de Hierro Spanje                  | Lout Mangelaar Meertens, Jaap van Neck, Piet Hein Streutgers, Victor Swane Richard Rahusen, n.p. captain Nederland eindigt op de 27ste plaats.                              | Jacques du Vivier, Jacky Moerman, Freddy Rodesch, Philippe Toussaint                                                       |
| 1968 | Verenigde Staten Bruce Fleisher, Vinny Giles III, Jack Lewis Jr, Dick Siderowf   | Royal Melbourne GC Victoria, Australië                   | geen Nederlands team | geen Belgisch team |
| 1966 | Australië Harry Berwick, Phil Billings (captain), Kevin Donohoe, Kevin Hartley   | Club de Golf Mexico, Mexico                              | geen Nederlands team | Jacques Moerman, Frederic Rodesch, Paul Rolin, Philippe Toussaint Jacques du Vivier, n.p. captain                          |
| 1964 | UK & Ierland Michael Bonallack, Rodney Foster, Michael Lunt, Ronnie Shade        | Olgiata Golf Club Italië                                 | Robbie E van Erven Dorens, Joan F Dudok van Heel, Ajef F Knappert, Jani A R Roland Holst A.M. Groskamp, n.p. captain, Nederland eindigt op de 28ste plaats.                 | Jacques Moerman, Freddy Rodesch, Paul Rolin, Philippe Washer Jacques du Vivier, n.p. captain                               |
| 1962 | Verenigde Staten Deane Beman, Labron Harris jr., Billy Joe Patton, R.H. Sikes    | Duji Golf Course Kawana Resort Japan                     | geen Nederlands team | geen Belgisch team |
| 1960 | Verenigde Staten Deane Beman, Robert R. Gardner, Bill Hyndman, Jack Nicklaus     | Merion Golf Club Ardmore, Penn., VS                      | Robbie van Erven Dorens, Joan Dudok van Heel, Ajef Knappert, Jani Roland Holst Tony Groskamp, n.p. captain, Nederland eindigt op de 27ste plaats.                           | geen Belgisch team |
| 1958 | Australië Douglas Bachli, Bruce Devlin, Robert F. Stevens, Peter Toogood         | St Andrews Links Schotland                               | Joan Dudok van Heel, Ajef Knappert (Gogelhof, Valkenswaard), W. van Moorsel (Eindhoven), W F Smit (Hattem) Tony Groskamp, n.p. captain Nederland eindigt op de 19de plaats. | Jacques Moerman (Brussel), Freddy Rodesch (Brussel), Paul Rolin, Eric Tavernier (Knokke) Jacques A du Vivier, n.p. captain |

- In 2006 wordt besloten de teams uit drie spelers te laten bestaan, omdat er zoveel landen meedoen. In 2014 deden 67 herenteams en 50 damesteams mee.
- Het dames wereldkampioenschap voor amateurs heet Espirito Santo Trophy en bestaat sinds 1964. In oktober 2008 vinden beide toernooien plaats in Adelaide.
- In 1962, 1966 en 1968 is geen Nederlands team uitgezonden omdat het aan sponsors ontbrak.
- Iedere keer wordt de Espirito Santo Trophy gelijktijdig op dezelfde baan gespeeld, behalve in:
  - 1964, de heren speelden in Rome, de dames bij Parijs. Dit is de enige keer geweest dat niet in dezelfde stad werd gespeeld, en zelfs in een ander land.
  - 1982: de heren in Lausanne speelden en de dames in Genève
  - 1992: het gebruik van twee clubs in Vancouver werd gecombineerd, de heren speelden op beide banen, de dames alleen op de Marine Drive GC.
  - 1996: de dames speelden op de Santa Elena Golf Club, ook in Manilla.
  - 1998: er doen 49 herenteams mee en hiervoor worden twee clubs gebruikt, de dames spelen op de Prince of Wales Country Club, ook in Santiago.